# Acrolepiopsis
Acrolepiopsis là một chi bướm đêm thuộc họ Acrolepiidae.

## Các loài
The following species are classified:
- Acrolepiopsis assectella Zeller, 1839
- Acrolepiopsis betulella Curtis, 1838
- Acrolepiopsis marcidella Curtis, 1850
- Acrolepiopsis caucasica Zagulajev, 1980
- Acrolepiopsis tauricella Staudinger, 1871
- Acrolepiopsis vesperella Zeller, 1850
- Acrolepiopsis liliivora Gaedike, 1994
- Acrolepiopsis californica Gaedike, 1984